# Dimlje
Dímlje, medicinsko tudi ingvinalna regija, so predel stranske trebušne stene na obeh straneh podtrebušja oz. hipogastrija (središčni, najnižji predel trebuha). Gre za dve pasasti regiji na področju stika trupa s posamezno nogo, nad bedrom.
V dimljah se nahajajo mišice pritegovalke stegna:
- kratka pritegovalka (kratka adduktorna mišica)
- dolga pritegovalka (dolga adduktorna mišica)
- velika pritegovalka (velika adduktorna mišica)
- sloka mišica (musculus gracilis)
- grebenska mišica (pektinealna mišica)

Dimeljske mišice pritegovalke oživčuje obturatorni živec, z dvema izjemoma: grebensko mišico oživčuje stegenski (femoralni) živec, del velike pritegovalke ob kolenski tetivi pa golenski (tibialni) živec.